# John Boyd (1927–1997)
John Boyd (ur. 23 stycznia 1927, zm. 9 marca 1997) – amerykański pilot myśliwski, instruktor i strateg wojskowy, pułkownik Sił Powietrznych Stanów Zjednoczonych w latach 1951–1975, współtwórca założeń do budowy myśliwców F-15 i F-16, współtwórca Fighter Weapons School w słynnej bazie lotniczej Nellis w stanie Nevada. Jeden z wiodących członków tzw. mafii myśliwskiej.

## Kariera wojskowa
Sława Boyda zaczęła się w czasie wojny koreańskiej. Pilotom amerykańskim udało się w czasie konfliktu koreańskiego uzyskać niezwykłą skuteczność w walkach myśliwskich z Koreańczykami – współczynnik zestrzeleń wynosił niemal 5:1. Był to wynik zaskakująco dobry, zważywszy na to, że podstawowe parametry maszyn, na których walczyli (myśliwce F-86 Sabre) ustępowały osiągom koreańskich myśliwców MiG-15. Analiza przyczyn lepszej skuteczności pilotów amerykańskich zaowocowała sformułowaniem przez Boyda założeń nowoczesnej taktyki walki powietrznej. Studium Ataku Powietrznego (Aerial Attack Study) Boyda to do dzisiaj „biblia” stanowiąca podstawy metodyczne dla szkolenia pilotów myśliwskich.
Boyd słynął jako pilot i instruktor z tego, że rozpoczynając walkę ćwiczebną z samolotem przeciwnika „na ogonie”, potrafił w ciągu najwyżej 40 sekund odwrócić sytuację i zająć czystą pozycję strzelecką. Oferował 40 dolarów każdemu, kto zdoła przetrwać potyczkę dłużej niż 40 sekund jednak, pomimo że chętnych nie brakowało, Boyd nigdy zakładu nie przegrał, osiągając na ogół pozycję strzelecką w ciągu 10 sekund walki. Tak właśnie zyskał swój przydomek – 40 seconds Boyd.
Refleksje Boyda dotyczące taktyki i strategii pola walki (już nie tylko powietrznej) doprowadziły go do sformułowania na przełomie lat 70. i 80. modelu znanego jako pętla OODA (OODA Loop). Stanowi on jedną z ważnych inspiracji rozwoju doktryn armii amerykańskiej i coraz częściej pojawia się jako wzorzec myślenia strategicznego w nowoczesnym, silnie konkurencyjnym biznesie.
Na bazie tych samych refleksji, we współpracy z matematykiem Thomasem Christie, Boyd opracował założenia określane jako Energy-Maneuverability Theory – pozwalające na optymalizację projektów samolotów pod kątem ich wysokiej manewrowości (te właśnie założenia stały u podstaw konstrukcji samolotów F-15 i F-16). Teoria Boyda do czasów współczesnych stanowi podstawę konstruowania wysoko manewrowych samolotów myśliwskich.
Po zakończeniu czynnej służby intensywnie działał na rzecz reformy amerykańskich sił zbrojnych w obszarze doktryny wojennej oraz reorganizacji procesu projektowania i akwizycji nowych systemów uzbrojenia, będąc jednym z członków „mafii myśliwskiej” (eng. fighter mafia).